# Muzeul Apelor „Mihai Băcescu” din Fălticeni
Muzeul Apelor „Mihai Băcescu"
Este singurul muzeu din țară cu o tematică despre viața din apele terestre și din mările și oceanele lumii, fiind dotat cu peste 750 de piese valoroase aduse din expedițiile academicianului în mările și oceanele lumii, câteva pot fi considerate de excepție: bureți de mare, corali, scoici producătoare de perle, calmari, homari, stele și arici de mare, sturioni, șerpi veninoși, broaște țestoase, crocodili, alături de un însemnat număr de lucrări din cele peste 480 publicate.

## Istoric
Muzeul a fost organizat în perioada 1980-1982 și inaugurat la 17 august 1982, la inițiativa și sub îndrumarea academicianului Mihai Băcescu și a doamnei profesor dr. Ileana Crăciun. 
Clădirea a fost sediul Tribunalului Județului Baia. 
La data înființării noului muzeu, academicianul Mihai Băcescu declara: „Muzeul este o încununare a activității mele de oceanolog. L-am înzestrat cu sute de animale, pe care le-am adus din cele trei oceane. Am vrut astfel să refac vechea colecție de animale acvatice din vremea care mă leagă de profesorul Ciurea. El este conceput ca un muzeu fără pereche în lume, al apelor. Dar pentru a nu întârzia bucuria de a dărui oamenilor un obiectiv deosebit, i-am spus muzeu de științe naturale. Însă structura și exponatele, fac precizarea cuvenită, se află într-un muzeu al apelor.”
La 28 martie 1993, numele muzeului se schimbă în Muzeul Apelor „Mihai Băcescu”, titulatură pe care o poartă și în prezent în memoria fondatorului său, care și-a închinat viața cercetării mediului acvatic și a dat culturii fălticenene dimensiuni valorice perene.
În anul 2002, Muzeul Apelor „Mihai Băcescu” a deținut recordul de vizitatori în rândul unităților muzeale din municipiul Fălticeni, cu 24.682 de persoane. 
În 2009 s-au terminat lucrările de reabilitare la clădirea cu valoare de patrimoniu ce adăpostește muzeul, care au constat în înlocuirea în totalitate a acoperișului, refacerea și restaurarea elementelor arhitectonice, schimbarea tâmplăriei exterioare, a rețelei electrice și reparații la plafoanele interioare.

## Secții și exponate

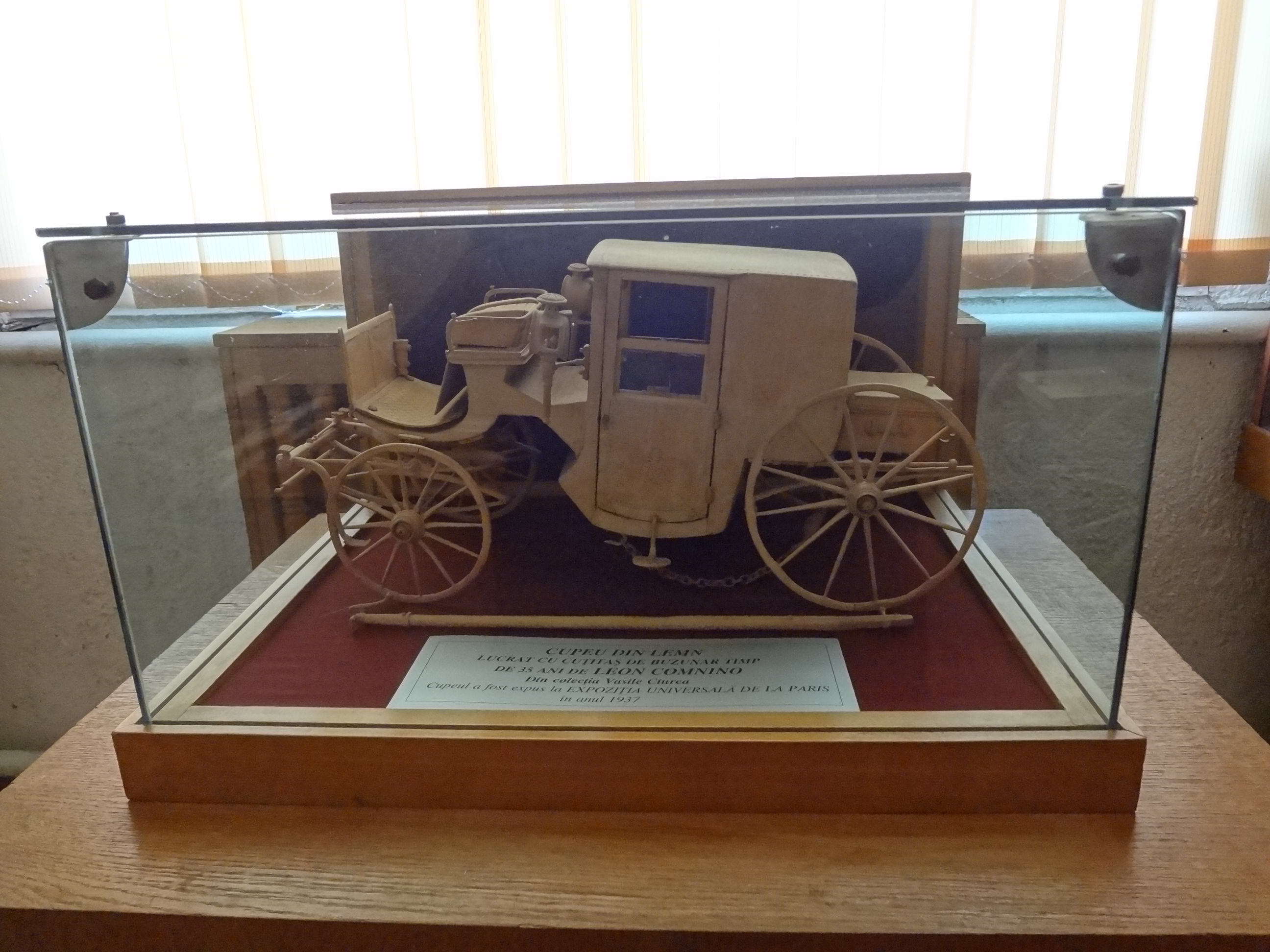
„Trăsurica”, realizată de Leon Comnino

Muzeul cuprinde compartimente structurate organic, de un real interes științific.  
Până în anul 2023, în două săli ale Muzeului Apelor au fost expuse obiecte ale Muzeului Fălticenenilo, înființat în 1914, care au reconstituit  activitatea de cercetare a lui Vasile Ciurea. 
Erau reprezentate aproape toate secțiile vechiului muzeu: arheologie, istorie, arme vechi, etnografie, carte veche, numismatică și fotografii. Tot aici se găsește „Trăsurica”, un exponat de mare valoare, executat de Leon Comnino timp de 35 de ani numai din briceag și prezentat în 1937 în expoziția universală de la Paris. În 2023 aceste exponate au fost mutate în noul spațiu expozițional "Muzeul Fălticenilor", reînființat de Primăria Fălticeni într-o aripă a Bibliotecii Municipale "Eugen Lovinescu" (clădirea a fost sediul Muzeului Fălticenenilor). 
Celelalte exponate ale muzeului reliefează contribuțiile știintei românești în domeniul hidrobiologiei, prezentând fragmente din activitatea câtorva importanți cercetători români precum Emil Racoviță, Grigore Antipa, Paul Bujor și Ion Borcea. Participând la diferite expoziții oceanice, descoperind numeroase specii de pești și crustacee și fiind autor a peste 475 de lucrări științifice originale publicate singur sau cu colaboratori din țară și din străinătate, savantul Mihai Băcescu a contribuit din plin la îmbogățirea muzeului din Fălticeni, căruia i-a dăruit peste 700 de exponate. Toate acestea sunt expuse în două săli și constituie un omagiu adus omului de știință Mihai Băcescu.
Acvariile constituie partea vie a muzeului și cuprind 13 bazine cu o capacitate de peste 11.000 litri de apă în care trăiesc numeroase specii de pești indigeni și exotici, broaște țestoase, scoici și crustacee. Zestrea muzeului este îmbogățită pe deplin și cu un glob geografic, unic în lume, prin faptul că redă la scară, alături de relieful uscatului, configurația reliefului subacvatic. Donat în 1986, globul geografic a fost realizat pe parcursul a cinci ani și jumătate, de către profesorul de geografie Isaic Neculai din Vadu Moldovei.

## Imagini

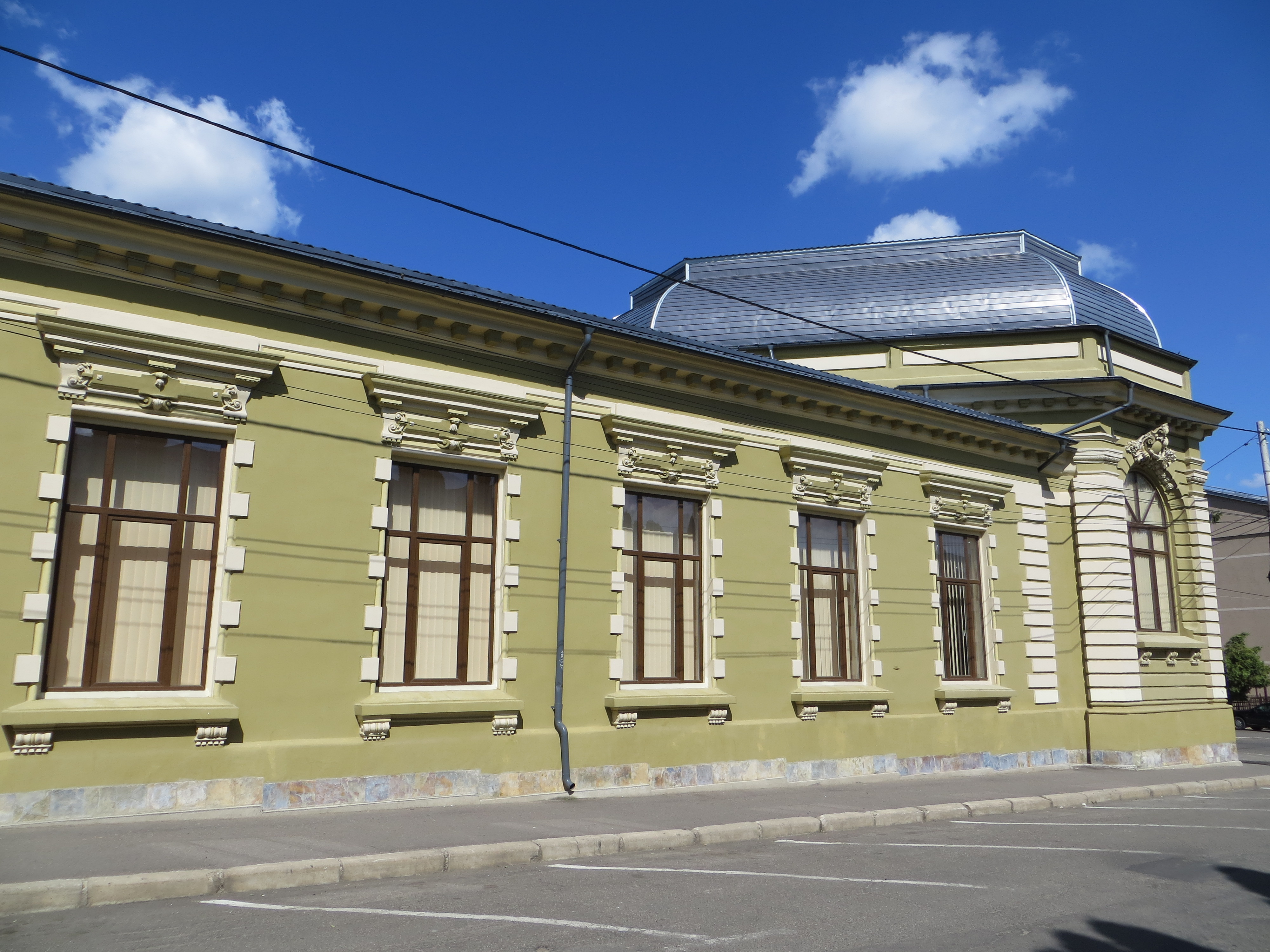
Clădirea muzeului
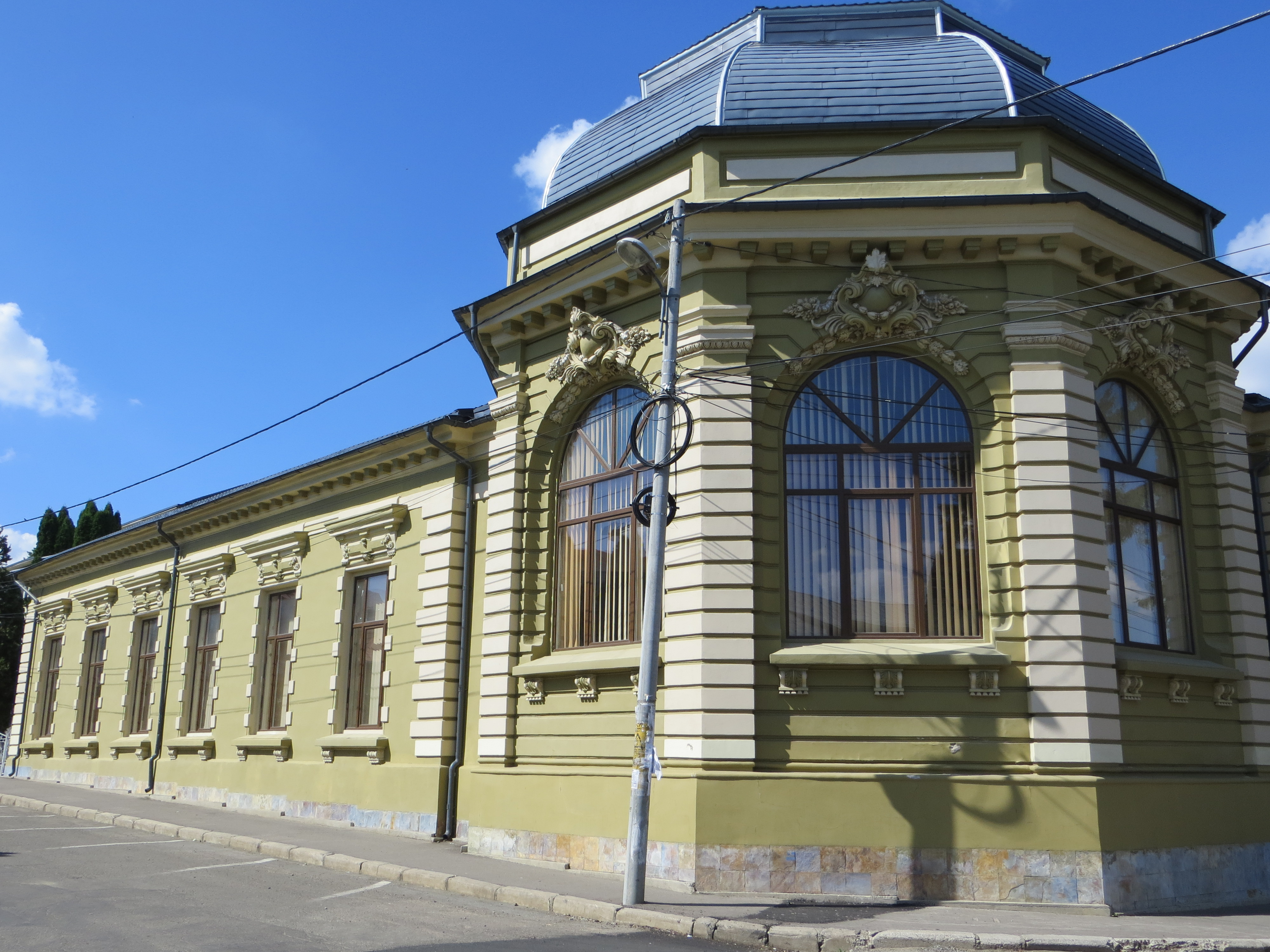
Clădirea muzeului
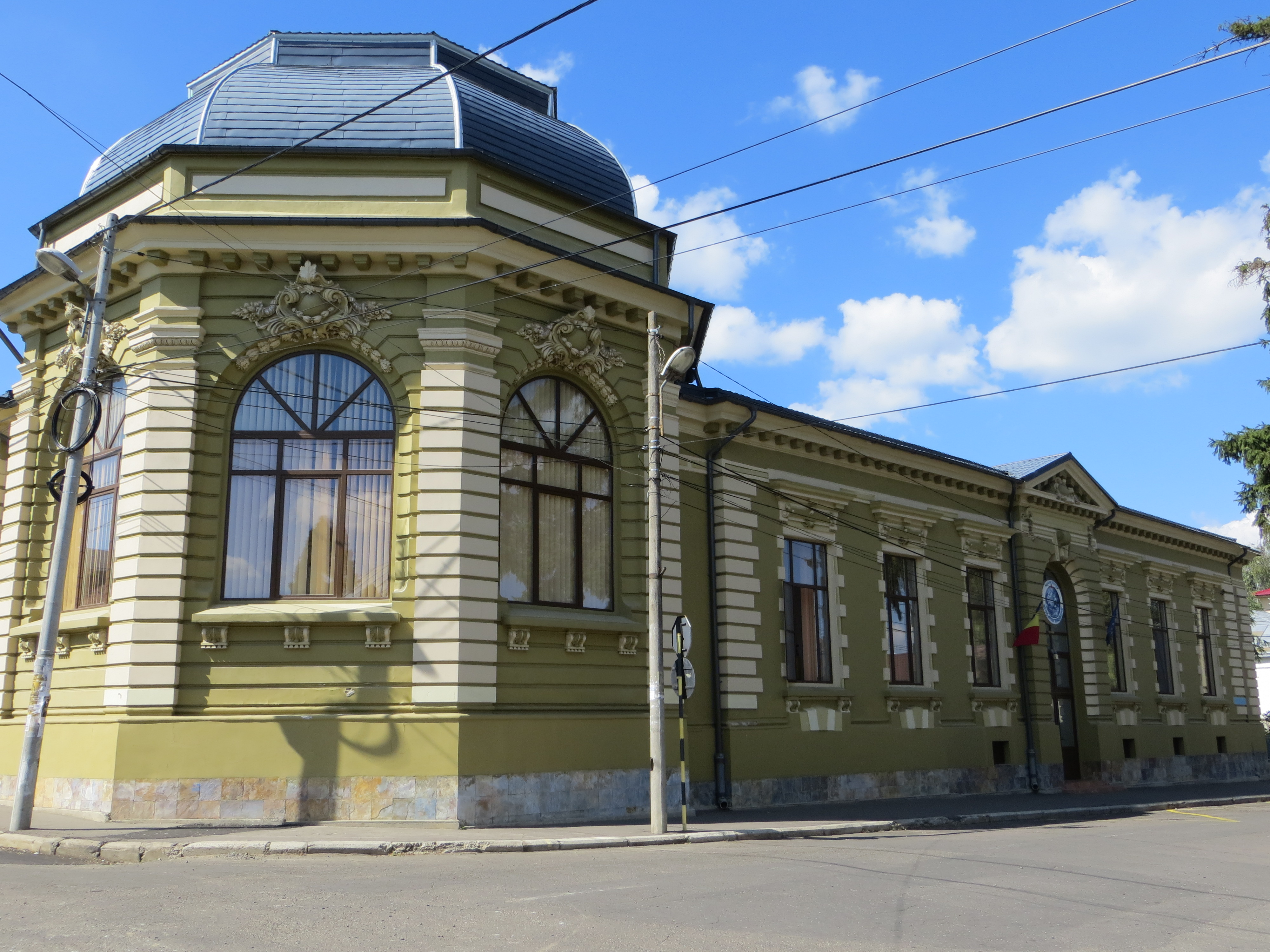
Clădirea muzeului
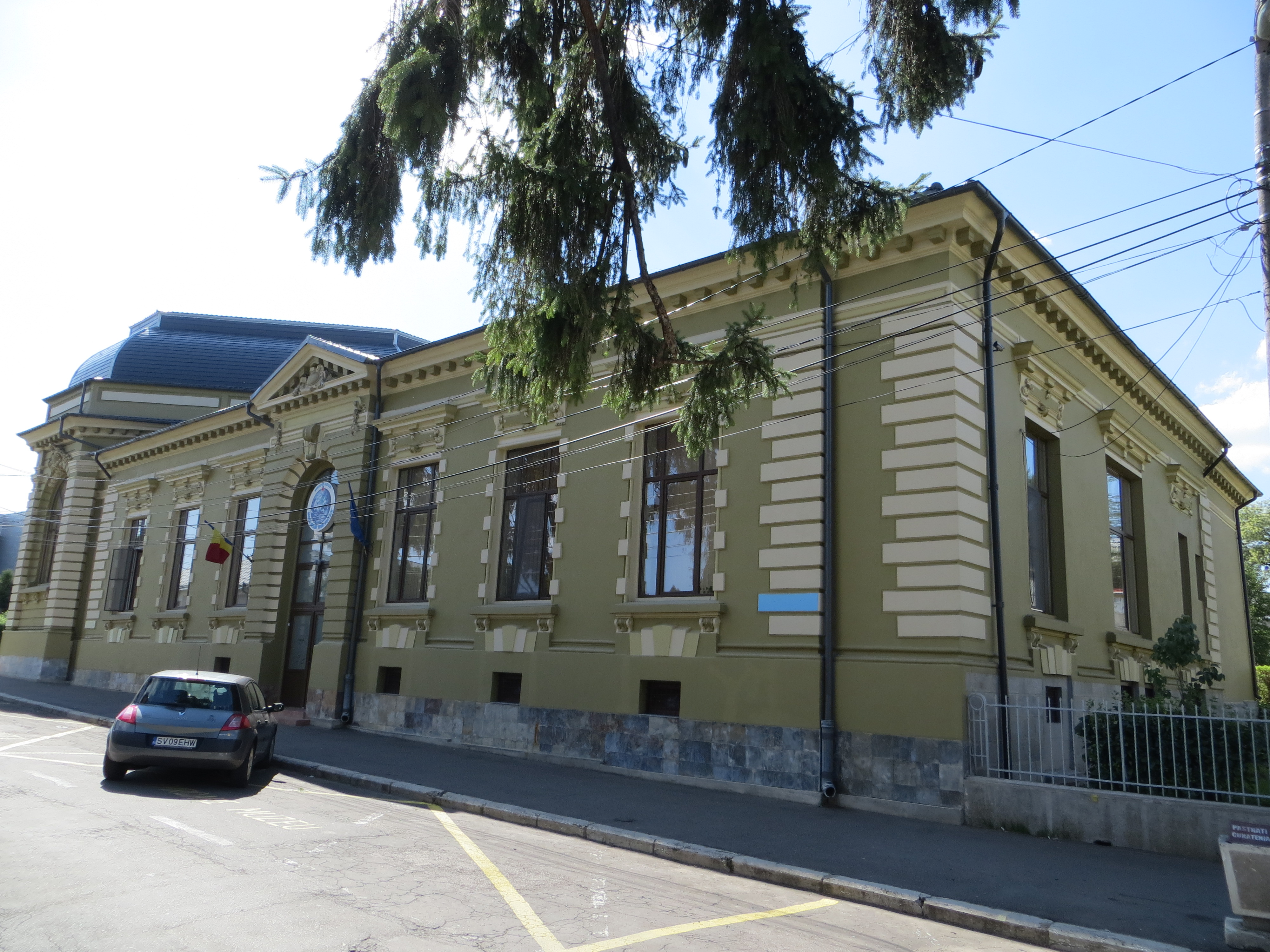
Clădirea muzeului
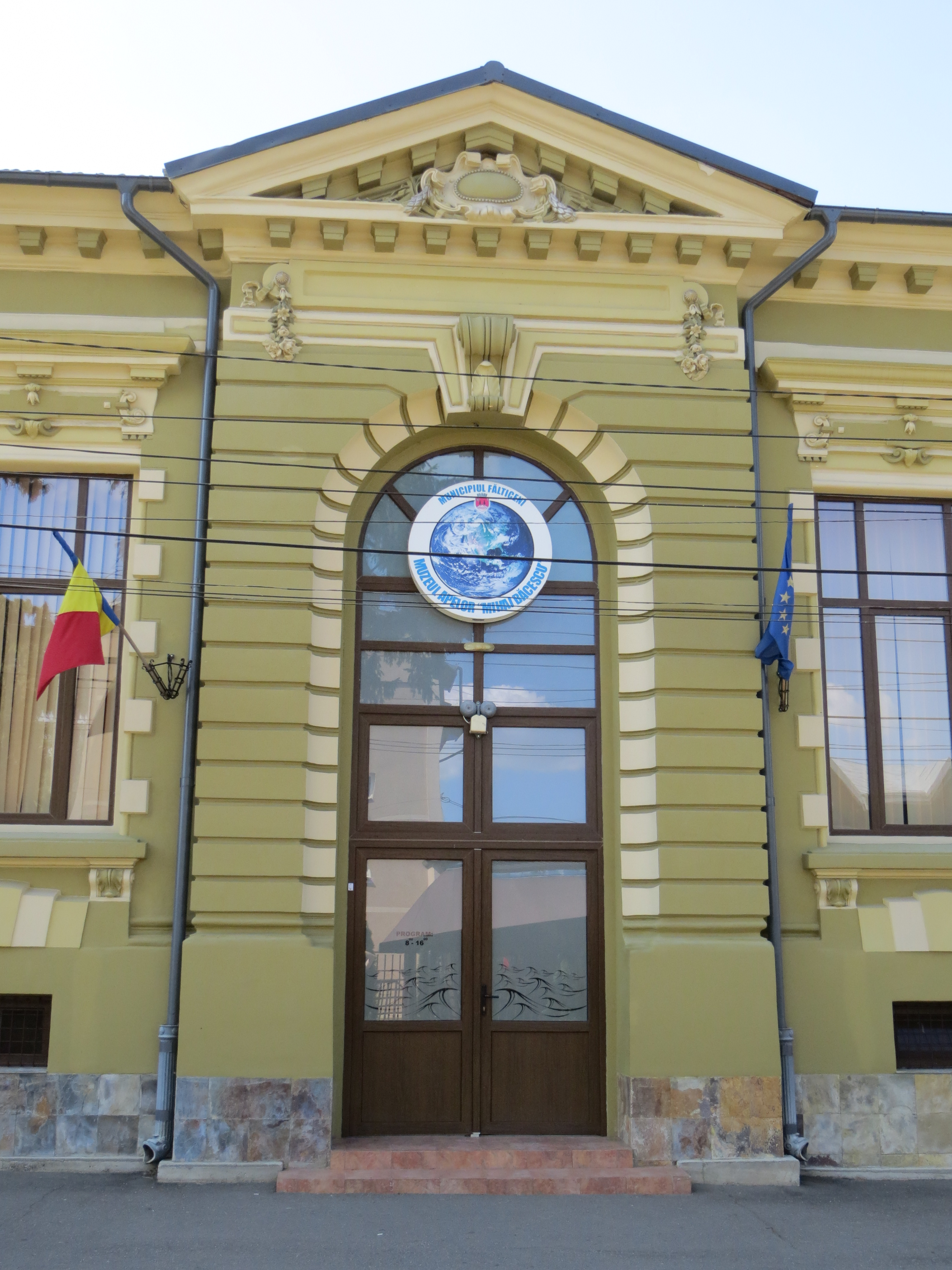
Intrarea în muzeu
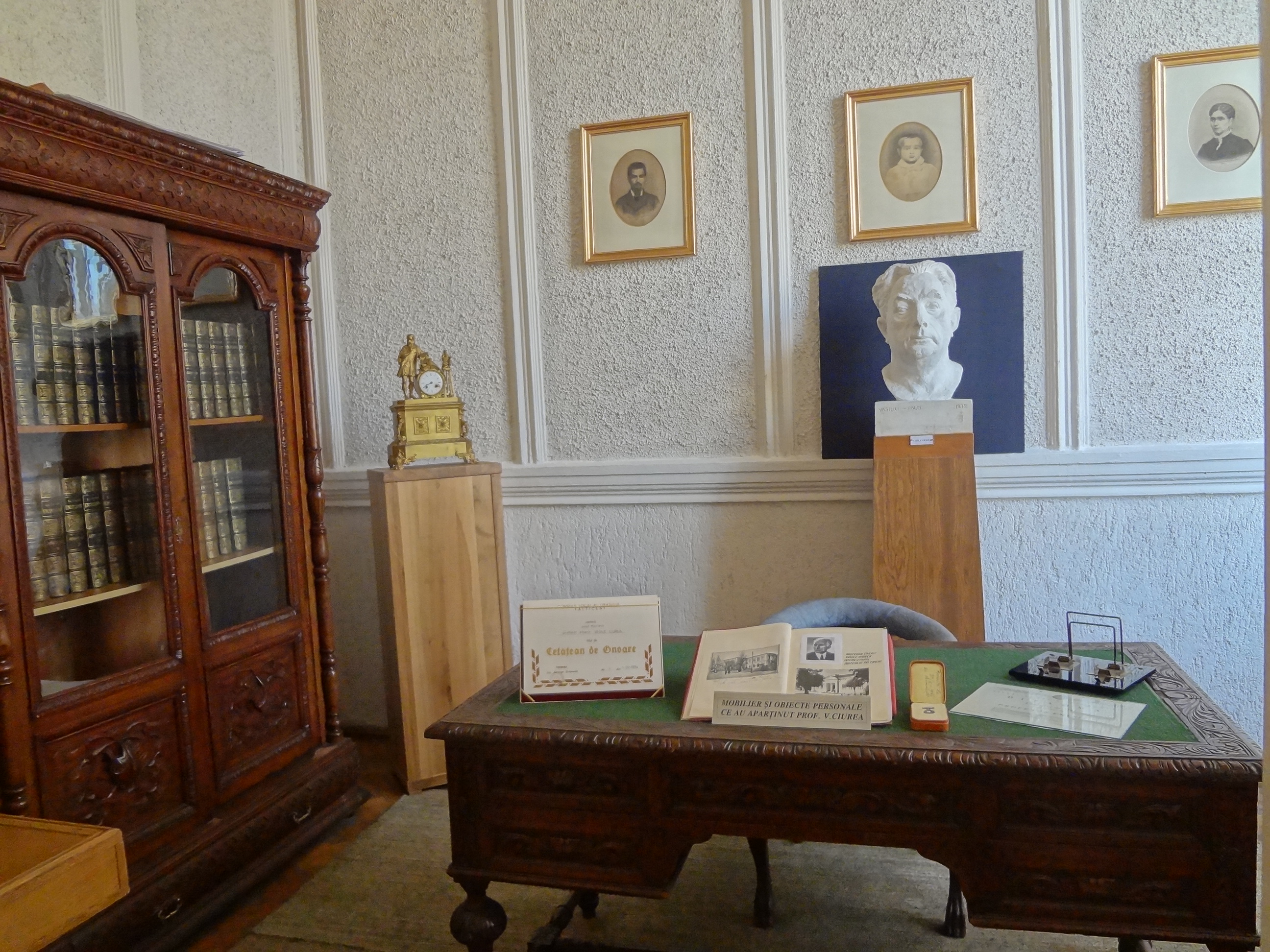
Biroul profesorului Vasile Ciurea
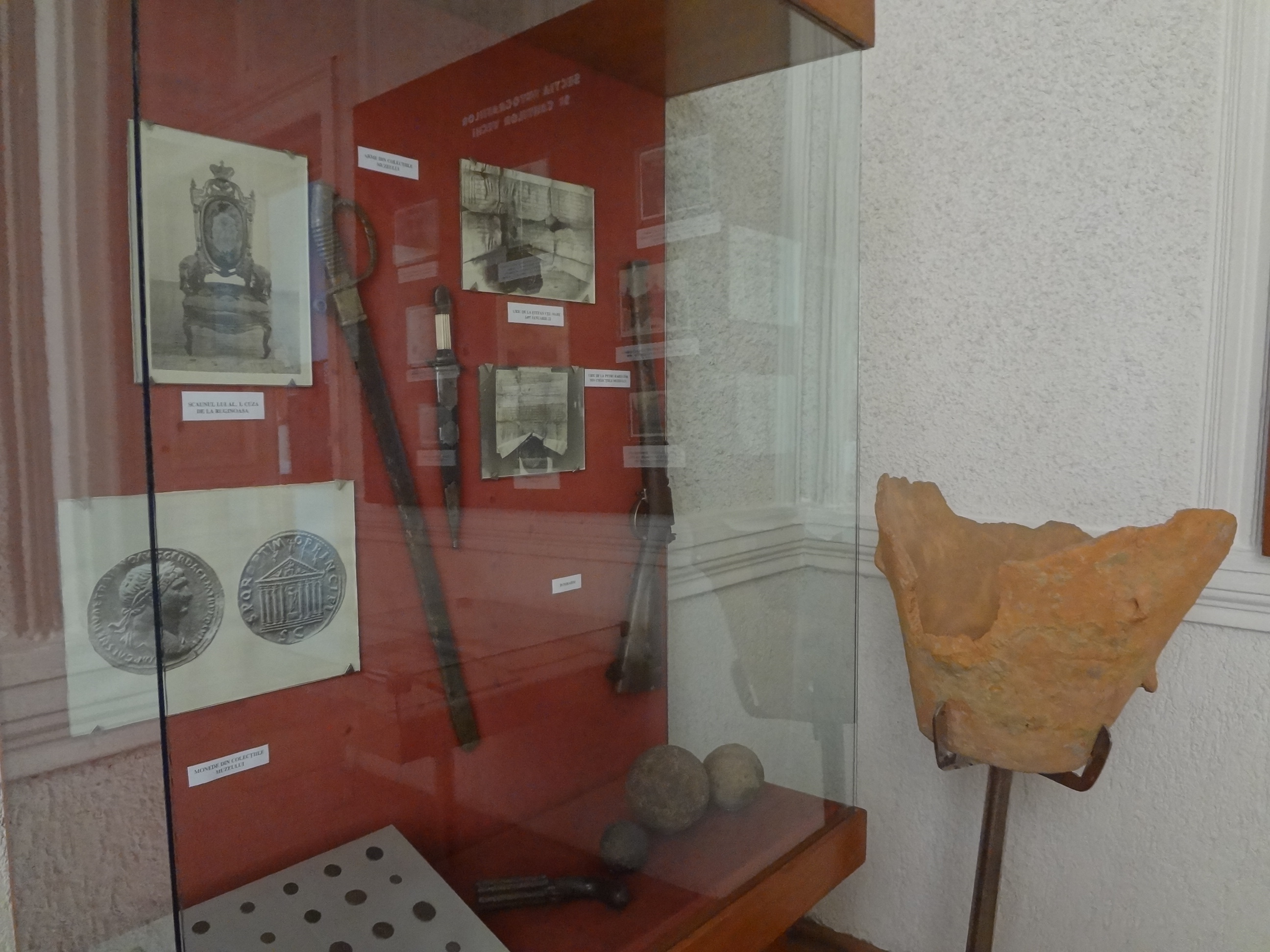
Arme vechi și numismatică
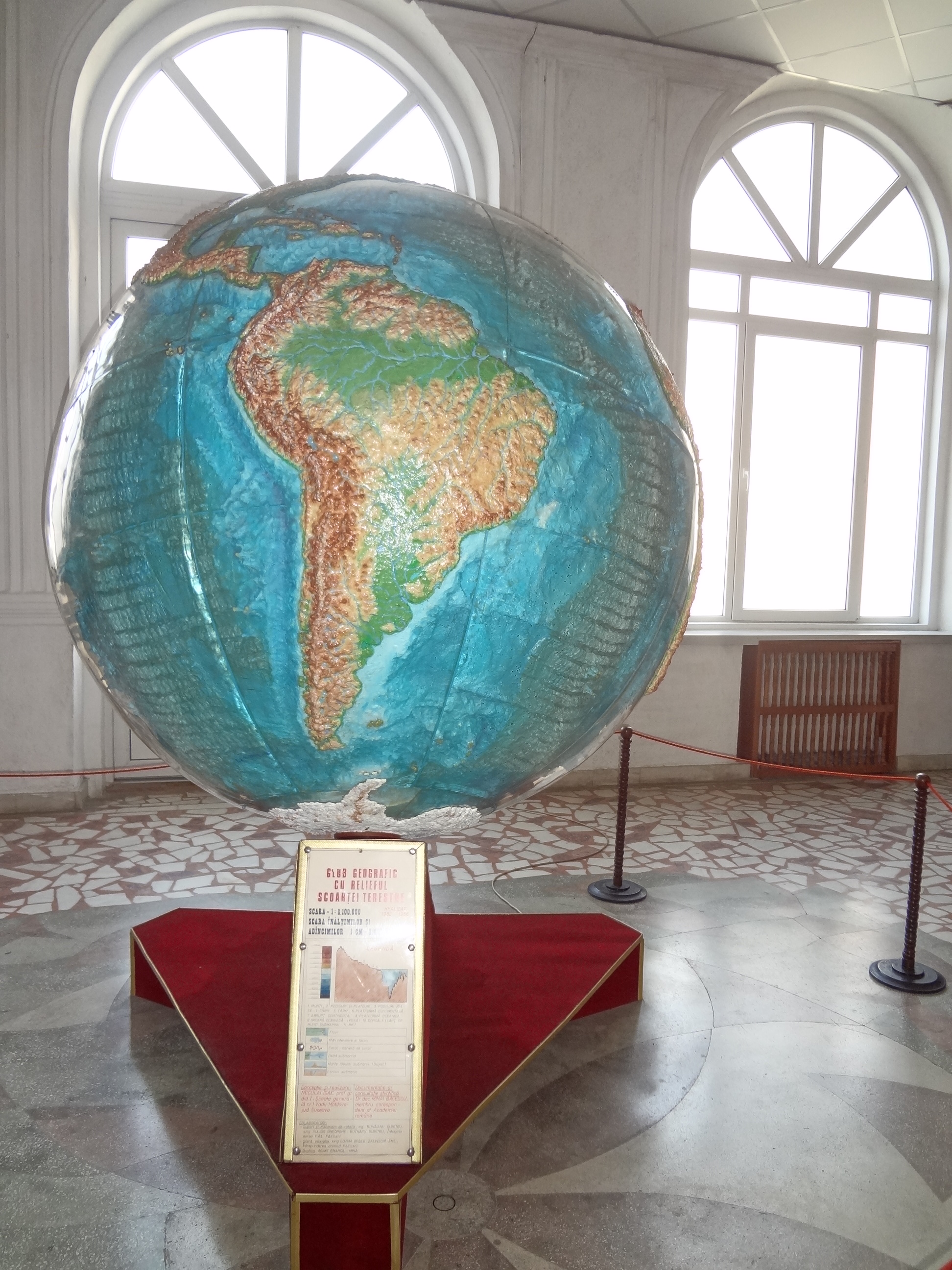
Globul geografic, realizat de Isaic Neculai
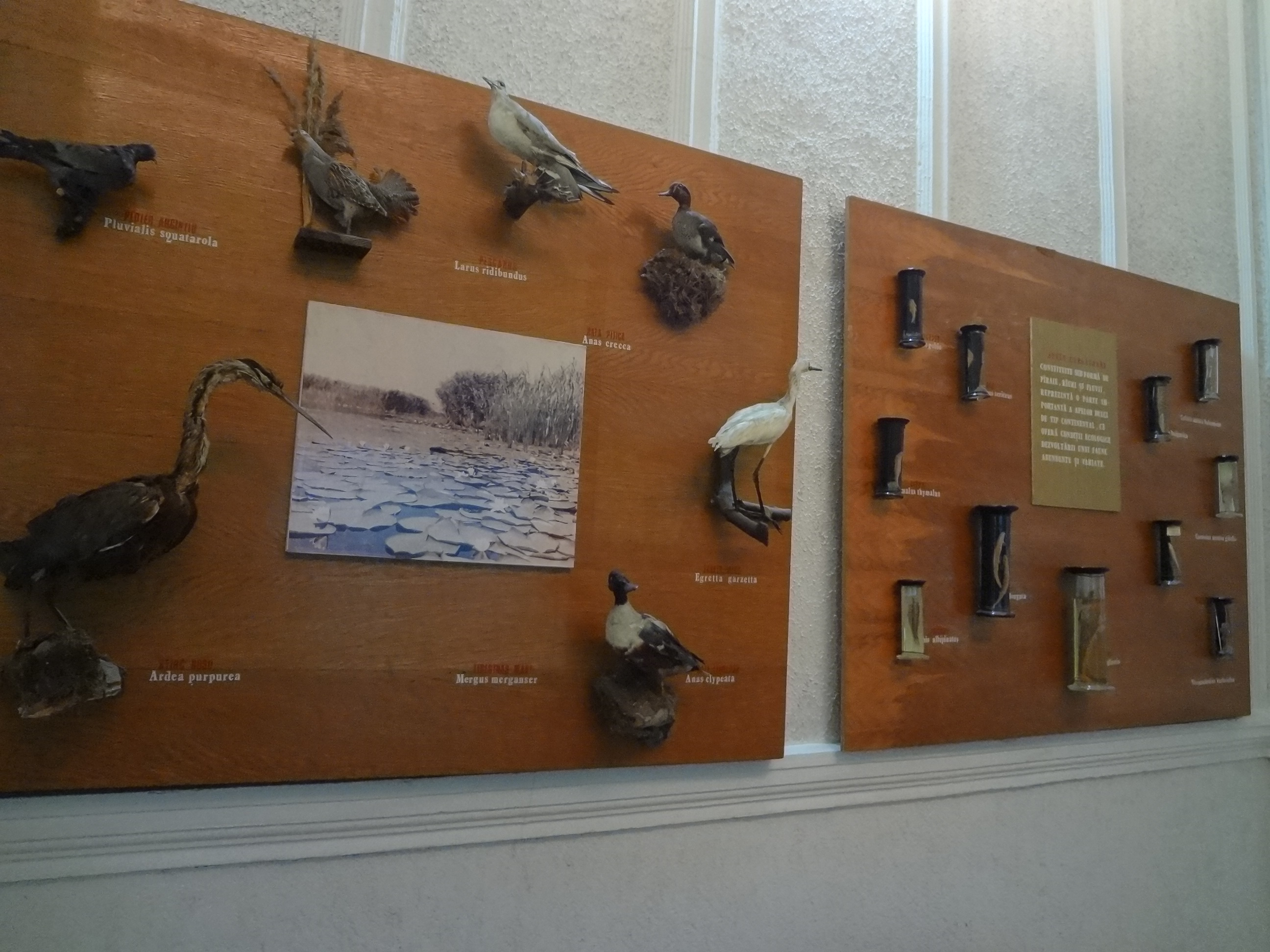
Specii de păsări
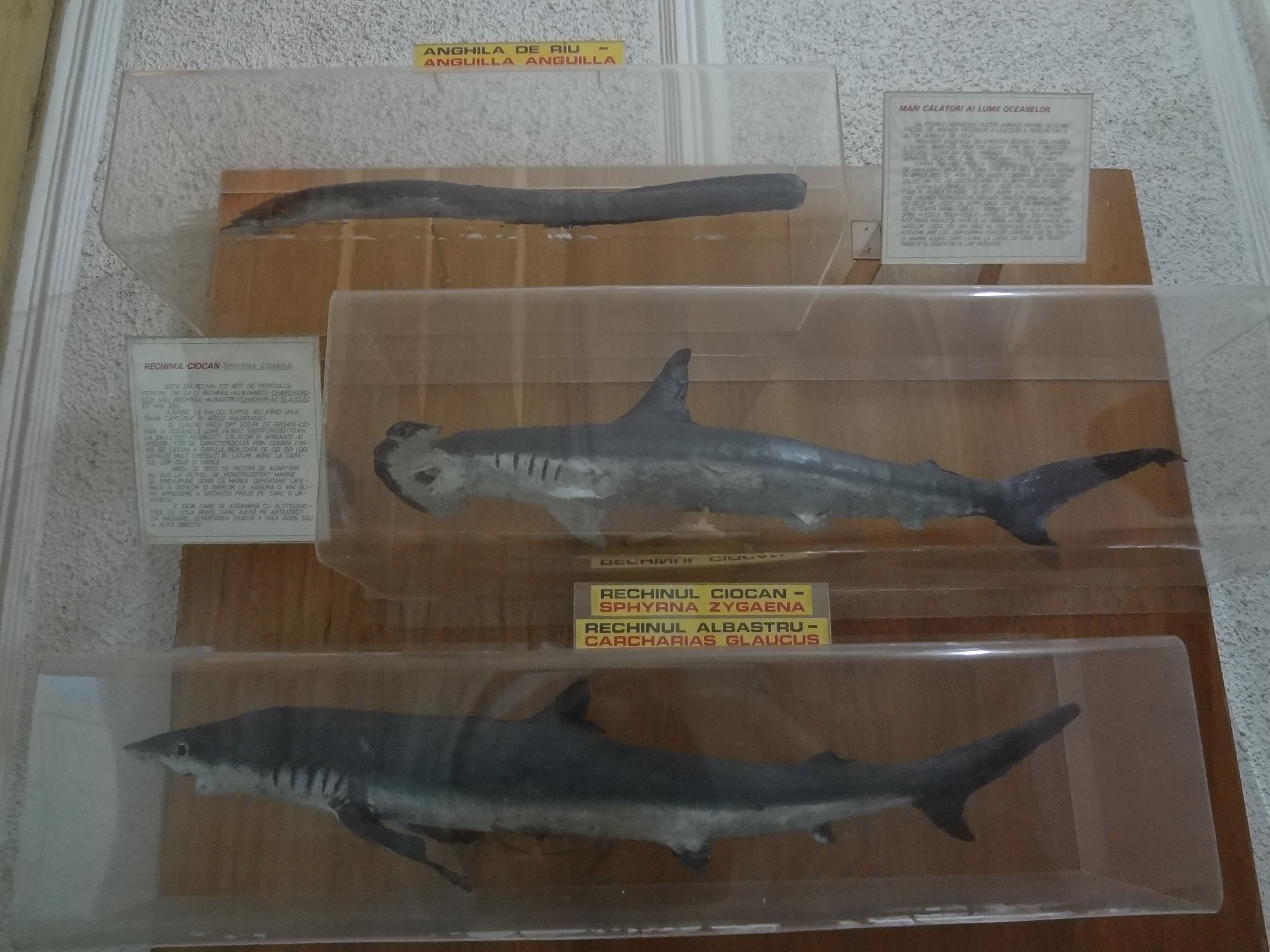
Specii de rechini
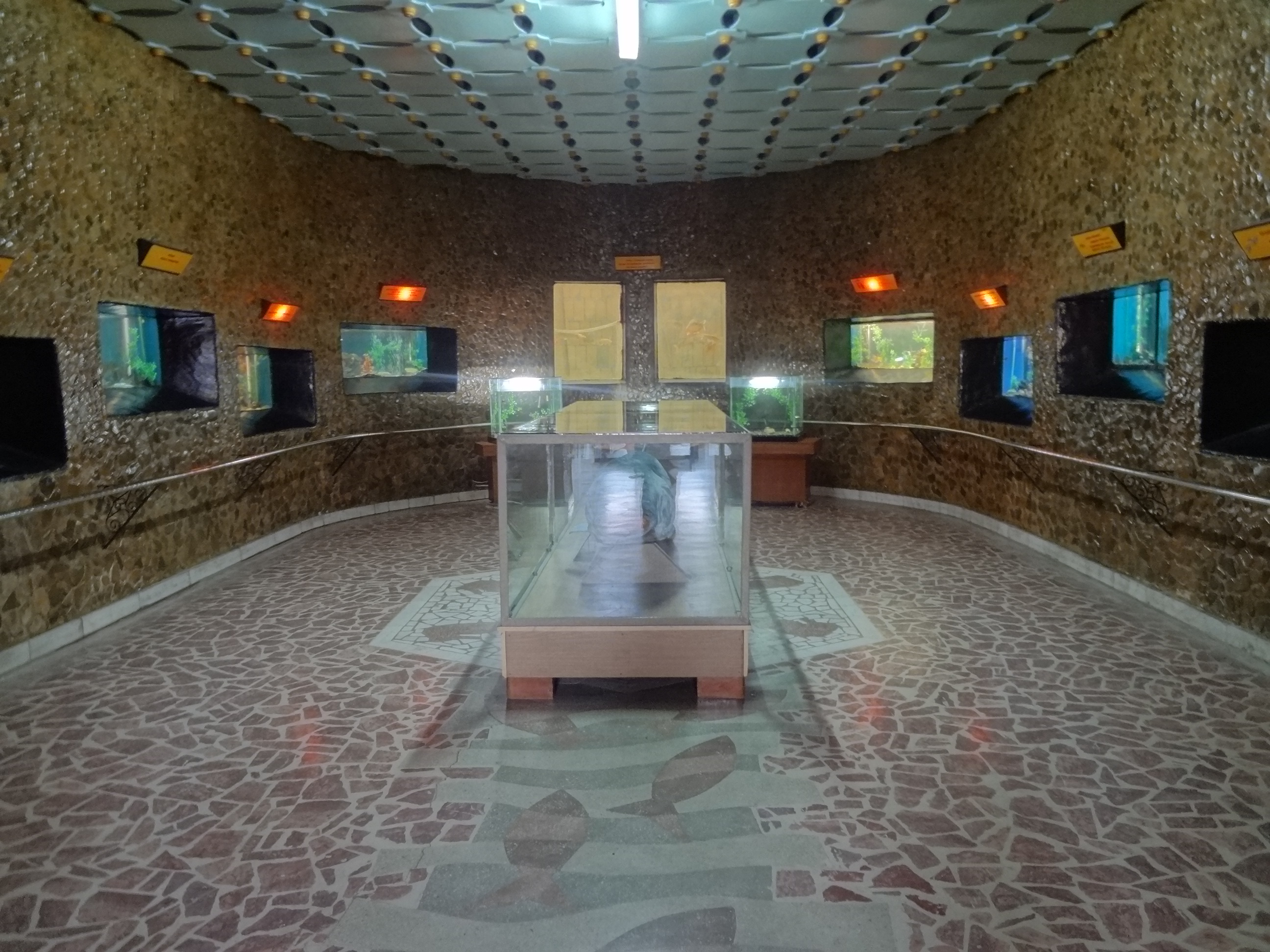
Sala acvariilor
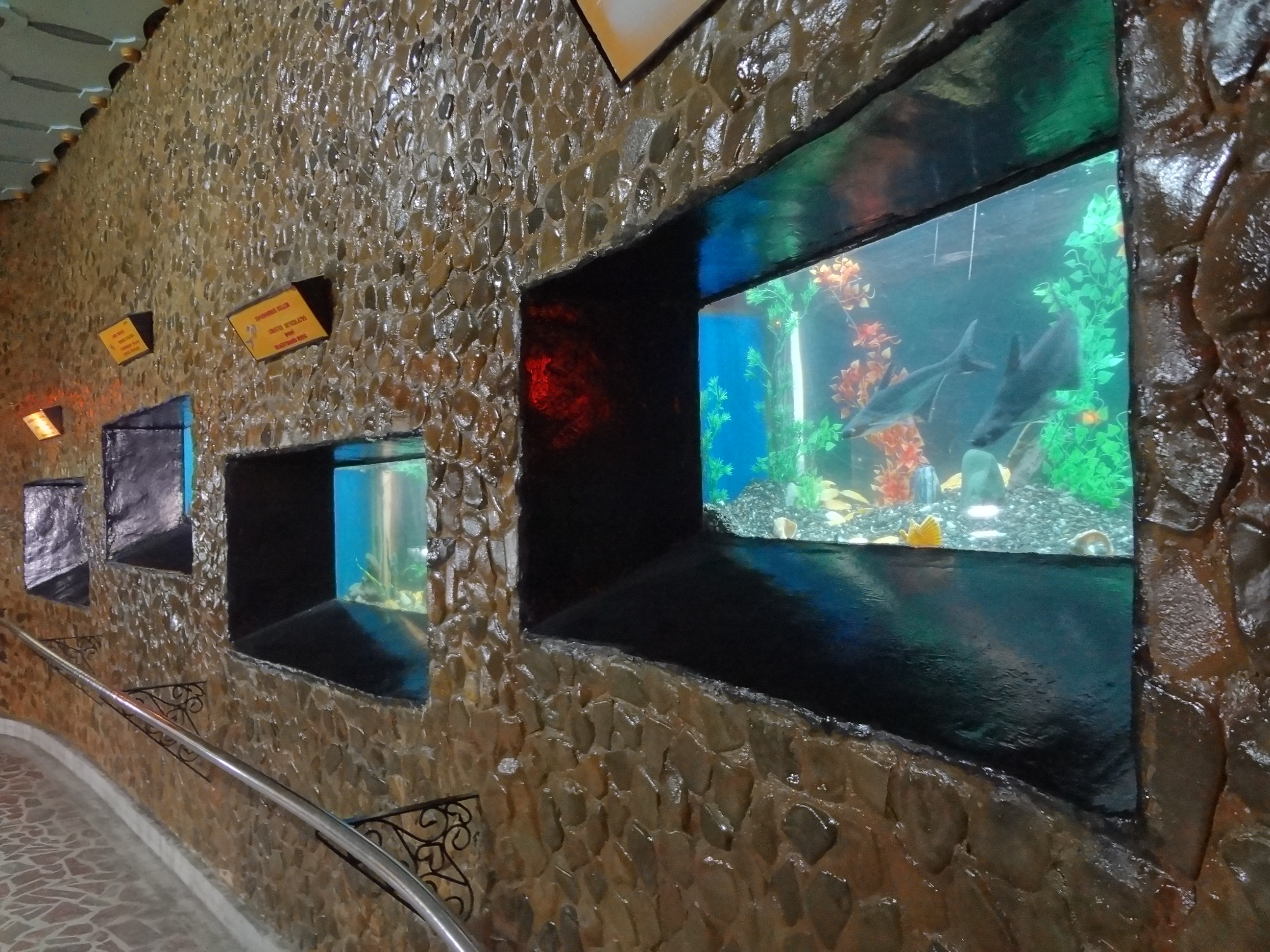
Sala acvariilor